# Goudelancourt-lès-Berrieux
 Goudelancourt-lès-Berrieux  là một xã ở tỉnh Aisne, vùng Hauts-de-France thuộc miền bắc nước Pháp.